# Svarthuvad sibia
För fågelarten Heterophasia capistrata, se rostsibia.
Svarthuvad sibia (Heterophasia desgodinsi) är en sydostasiatisk fågel i familjen fnittertrastar inom ordningen tättingar.

## Kännetecken

### Utseende
Svathuvad sibia är en 21,5–24,5 cm lång, slank och långstjärtad fnittertrast med svart huvud, vingar och stjärt, grå eller brun rygg, vit undersida och tunn näbb. De olika populationerna skiljer sig något åt, där västliga fåglar (nominatformen) har grå rygg, de i södra Laos (engelbachi) har brun rygg och vit ögonring och de i södra Vietnam (robinsoni) har grå rygg, vit ögonring och vitstreckade örontäckare.

### Läten
Sången är en upprepad, ljudlig, ljus och darrande vissling, "hi wi-wi wi wi", liknande svartvit sibia men långsammare, tydligare och inte lika fallande i tonhöjd. Bland kontaktlätena hörs tunna "tsrri".

## Utbredning och systematik
Svarthuvad sibia delas in i fem underarter med följande utbredning:
- Heterophasia desgodinsi desgodinsi – förekommer från nordöstra Myanmar till sydvästra Kina (sydöstra Qinghai, södra Sichuan, nordvästra Yunnan)
- Heterophasia desgodinsi tonkinensis – förekommer i nordvästra Tonkin
- Heterophasia desgodinsi engelbachi – förekommer i södra Laos (Bolavenplatån)
- Heterophasia desgodinsi kingi – förekommer i centrala Vietnam (berget Ngoc Linh, Kon Tum-provinsen)
- Heterophasia desgodinsi robinsoni – förekommer i södra Vietnam (Da Lat-platån)

Arten behandlades tidigare som underart till svartvit sibia (H. melanoleuca).

## Levnadssätt
Svarthuvad sibia påträffas i städsegrön skog eller ek- och tallskog på 800–2895 meters höjd. Den ses i par eller små grupper som oftast håller sig i trädtopparna, på jakt efter insekter, bär och nektar. Fågeln häckar mellan april och augusti i Kina, i Annam mellan februari och juni. Äggen är blekblå, lätt fläckade i mörkbrunt till dovt malvafärgat. Arten är stannfågel, med endast små rörelser i höjdled.

## Status och hot
Arten har ett stort utbredningsområde och en stor population, men tros minska i antal på grund av habitatförstörelse och fragmentering, dock inte tillräckligt kraftigt för att den ska betraktas som hotad. Internationella naturvårdsunionen IUCN kategoriserar därför arten som livskraftig (LC). Världspopulationen har inte uppskattats men den beskrivs som vanlig i Kina och generellt vanlig i Sydostasien, dock ovanlig i Vietnam.

## Namn
Fågelns vetenskapliga artnamn hedrar Abbé Auguste Desgodins (1826-1913), fransk missionär verksam i Tibet. Notera att rostsibia även kallats svarthuvad sibia.